# Auge (Ardennes)
Auge is een gemeente in het Franse departement Ardennes in de regio Grand Est en maakt deel uit van het arrondissement Charleville-Mézières. De gemeente telde 58 inwoners op 1 januari 2022.

## Geschiedenis
Auge maakte deel uit van het kanton Signy-le-Petit tot het op 22 maart 2015 werd opgeheven en de gemeenten werden opgenomen in het kanton Rocroi.

## Geografie
De oppervlakte van Auge bedraagt 4,5 vierkante kilometer; Op 1 januari 2022 was de bevolkingsdichtheid 12,9 inwoners per km².
De onderstaande kaart toont de ligging van Auge met de belangrijkste infrastructuur en aangrenzende gemeenten.

## Demografie
Onderstaande figuur toont het verloop van het inwonertal.
Vanwege een beveiligingsprobleem met de MediaWiki Graph-software is het momenteel niet mogelijk deze grafiek weer te geven. Zodra de software is bijgewerkt zal de grafiek vanzelf weer zichtbaar worden.

## Afbeeldingen

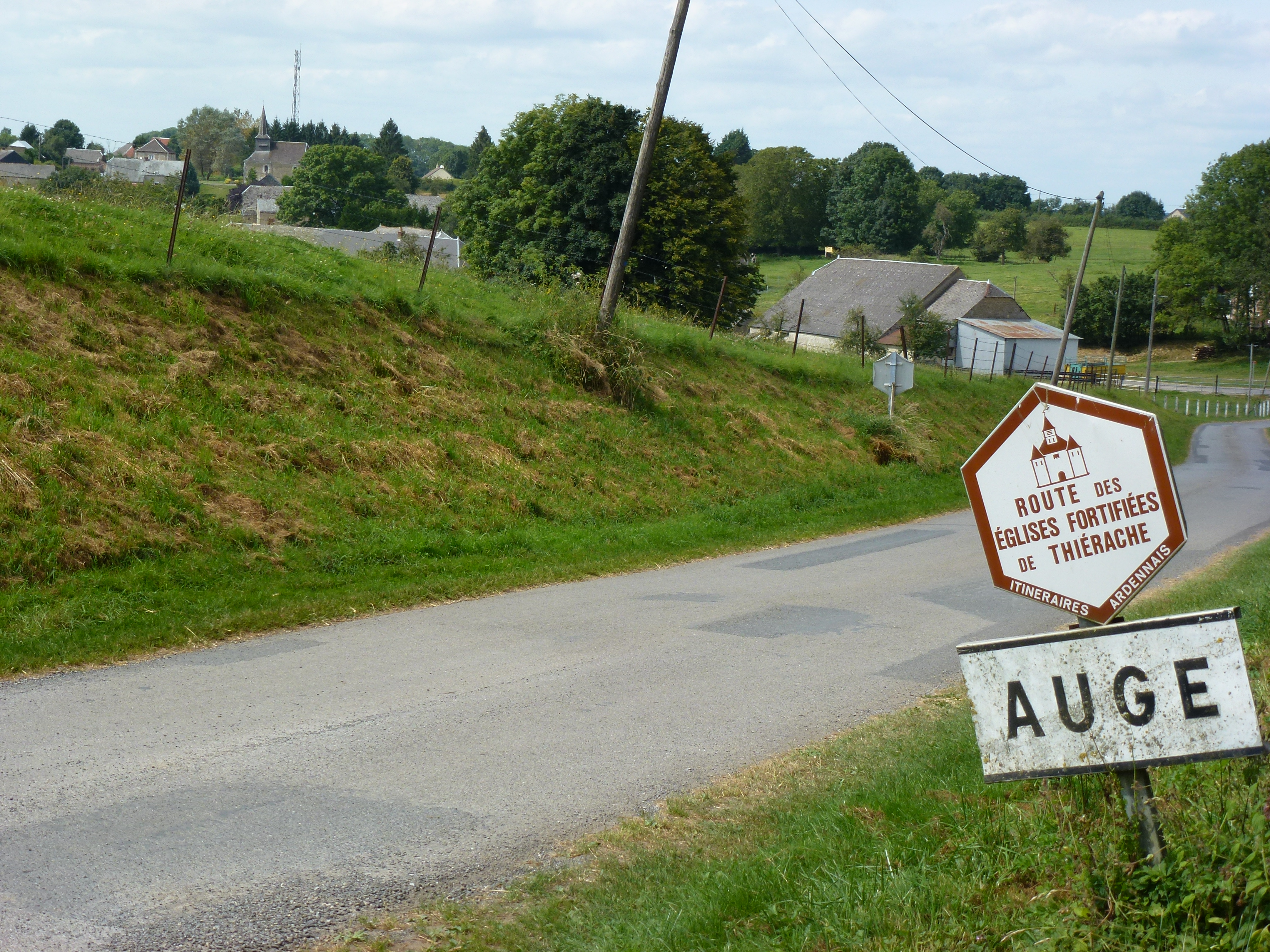
Entree Auge
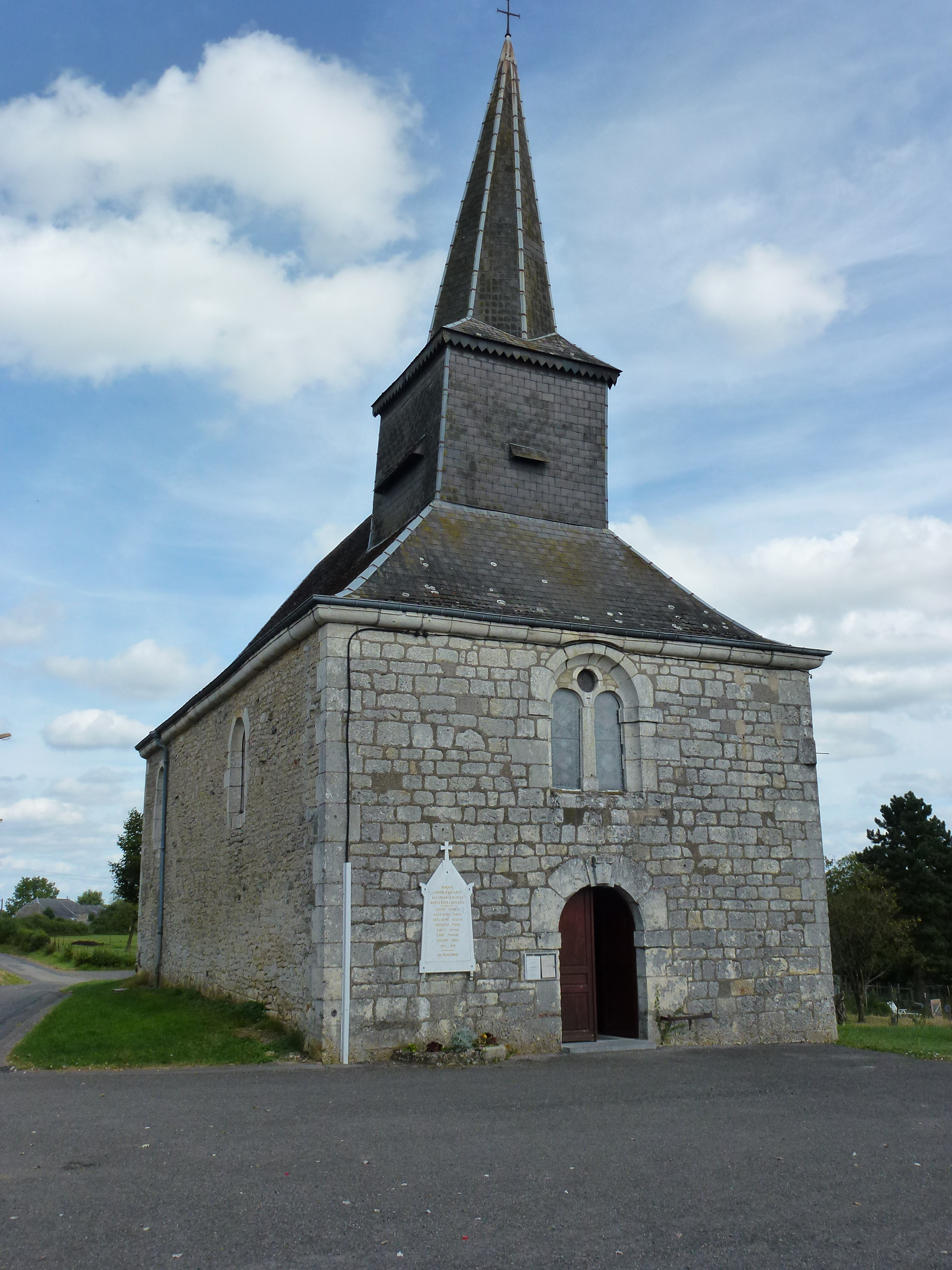
Kerk Saint-Gorgery van Auge
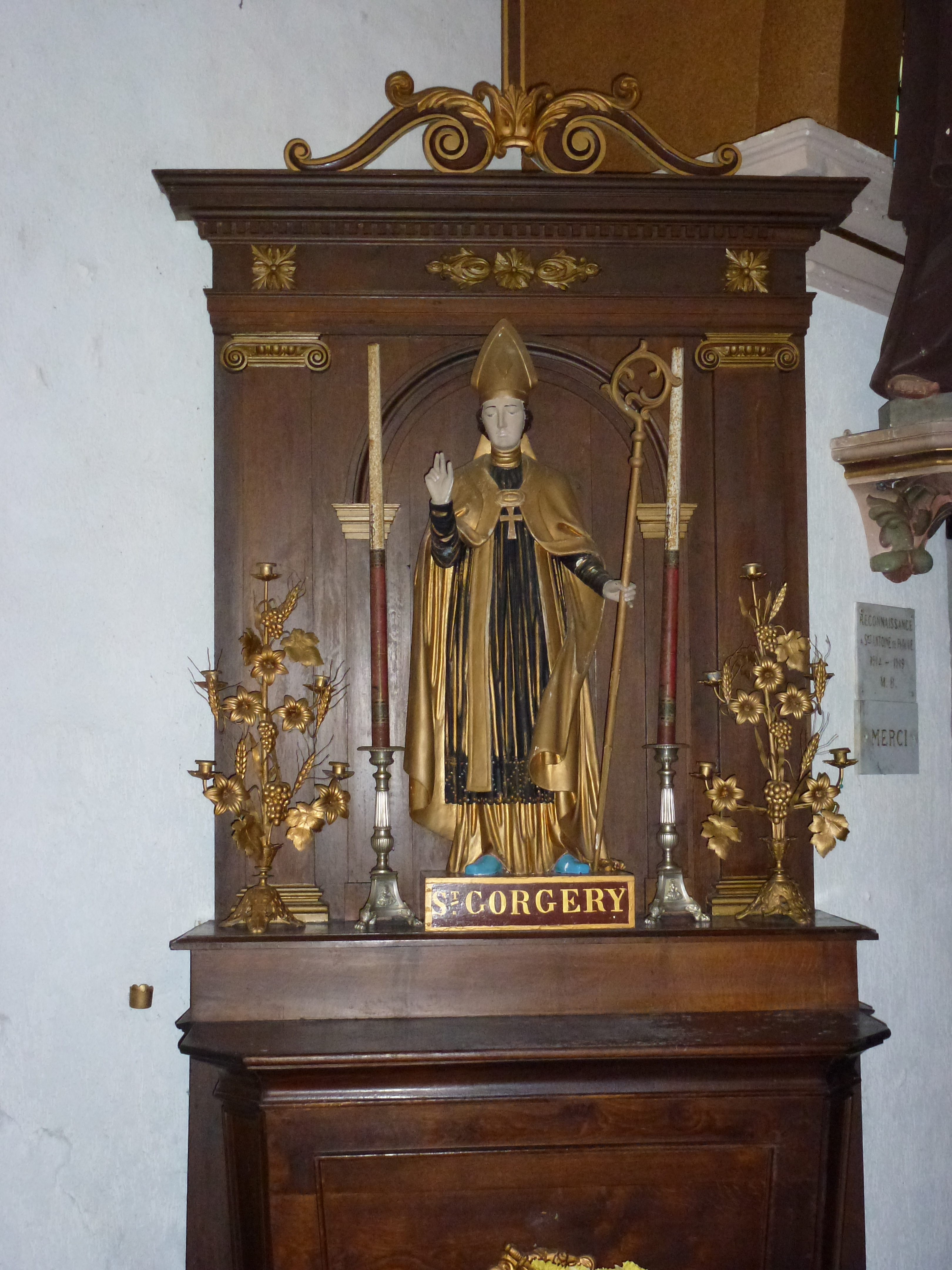
Beeld van heilige Gorgery
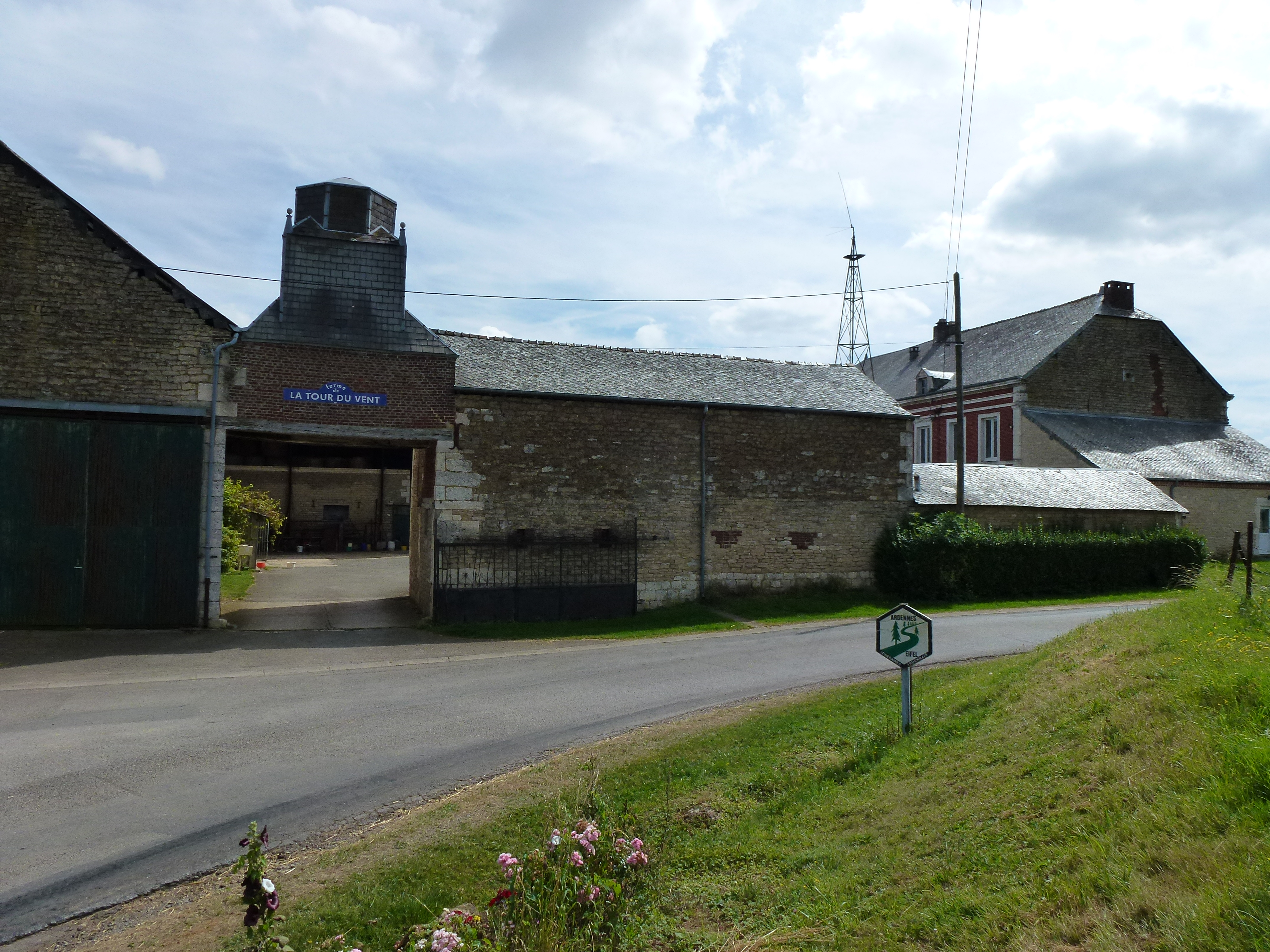
Herenboerderij La Tour du Vent

Auge · Auvillers-les-Forges · Blombay · Bourg-Fidèle · Brognon · Le Châtelet-sur-Sormonne · Chilly · Étalle · Éteignières · Fligny · Gué-d'Hossus · Ham-les-Moines · Harcy · Laval-Morency · Lonny · Maubert-Fontaine · Murtin-et-Bogny · La Neuville-aux-Joûtes · Neuville-lez-Beaulieu · Neuville-lès-This · Regniowez · Remilly-les-Pothées · Rimogne · Rocroi · Saint-Marcel · Sévigny-la-Forêt · Signy-le-Petit · Sormonne · Sury · Taillette · Tarzy · This · Tremblois-lès-Rocroi